# Espido Freire
María Laura Espido Freire, conocida como Espido Freire (Bilbao, 16 de julio de 1974) es una escritora española. En 1999 ganó el Premio Planeta con su novela Melocotones helados. Tenía 25 años, con lo que se convirtió en la autora más joven en ganarlo hasta entonces.

## Biografía
Nació en Bilbao y creció en Llodio (Álava). Estudió canto durante su adolescencia y viajó con la compañía de José Carreras por toda Europa. Durante esa época diversas circunstancias le llevaron a padecer un trastorno de la alimentación. Finalmente dejó la música y se licenció en Filología Inglesa por la Universidad de Deusto, donde también cursó un Diploma en Edición y Publicación de Textos.
En 1998 publicó su primera novela, Irlanda (Planeta). En 1999 esa misma obra recibió el premio francés Millepages, que los libreros conceden a la novela revelación extranjera. Irlanda se publicó en inglés con FTR Press. A esa novela le siguió Donde siempre es octubre, Seix Barral, 1999. 
En octubre de 1999, a los 25 años consiguió el Premio Planeta con la obra Melocotones helados y se convirtió en la autora más joven en ganarlo hasta entonces, con la misma edad que Antonio Prieto, pero unos meses menor. En mayo de 2000 recibió el premio Qué Leer a la mejor novela española editada durante el año anterior también por Melocotones helados.
Le siguieron Diabolus in Musica (Planeta, 2001), Nos espera la noche (Alfaguara, 2003), La diosa del pubis azul (Planeta, 2005), Soria Moria (Algaida, Premio Ateneo de Sevilla, 2007), La flor del Norte (Planeta, 2011), Llamadme Alejandra (Planeta, 2017 Premio Azorín.) y De la Melancolía, (Planeta, 2019)
Autora polifacética, destaca en su labor narrativa, y ha publicado un buen número de libros de relatos y de ensayo. Además ha aparecido en antologías de relatos como Vidas de mujer (Madrid, Alianza Editorial, 1999), Lo del amor es un cuento (Madrid, Ópera Prima, 2000), Ser mujer (Madrid, Temas de hoy, 2000), Fobias (Madrid, La Esfera de los Libros, 2003), Ni Ariadnas ni Penélopes (Madrid, Castalia, 2002), Orosia: mujeres de sol a sol (Jaca, Pirineum, 2002), Sobre raíles (Madrid, Imagine, 2003), Todo un placer (Córdoba, Berenice, 2005), Como tú (Anaya, 2019), El mago de Oz (Notorius, 2019), Heroínas, 2020) entre otras. También ha publicado novela infantil y juvenil. 
Como ensayista ha tratado temas diversos como la interpretación de los cuentos infantiles (Primer amor, Temas de Hoy 2001, Los malos del cuento, Ariel 2013), los trastornos de la alimentación (Cuando comer es un infierno, Aguilar, 2002, Quería volar, Ariel, 2014, y La vida frente al espejo, Díaz Pons,2016). Ha abordado también otros temas como los viajes (Hijos del fin del Mundo, Premio Llanes al Libro de Viajes, 2009), o las biografías literarias (Querida Jane, Querida Charlotte, Aguilar, 2004), Para vos nací, Ariel, 2015).
Colabora o ha colaborado con varios medios de prensa nacionales, como El País, La Razón, El Mundo o Público y en revistas como Mujer Hoy, Harper's Bazaar, o Influencers. Trabaja también como traductora literaria y como colaboradora en radio (actualmente en A vivir Madrid, en Cadena Ser, con Macarena Berlín) y en televisión (A partir de hoy (programa de televisión)).
Interesada en la pedagogía de la creación desde sus años universitarios, más tarde, ha impartido cursos de Creación Literaria en diversas universidades españolas e internacionales. Dirige el Máster de Creación Literaria de la Universidad Internacional de Valencia, VIU.
Ha sido traducida al inglés, francés, alemán, portugués, griego, polaco, neerlandés, turco, italiano...  entre otros. 
Forma parte del colectivo artístico Hijos de Mary Shelley, fundado por Fernando Marías Amondo. Con él participó en las sesiones de homenaje a la pionera feminista Mary Wollstonecraft y en el libro titulado Wollstonecraft. Hijas del horizonte, donde también figuran otras importantes escritoras como Cristina Fallarás, Paloma Pedrero, Nuria Varela, Cristina Cerrada, Eva Díaz Riobello, María Zaragoza, Raquel Lanseros y Vanessa Montfort.
Muy activa en redes sociales, en 2017 recibió el premio Influencers por su labor de difusión cultural en esos medios digitales. En 2018 obtuvo el Premio Letras del Mediterráneo en la categoría de Novela Histórica con el libro "El misterio del arca: una aventura en el Mare Nostrum" (Anaya, 2018). También en ese año, con motivo de la celebración de su 20⁰ aniversario en el mundo literario publicó un relato acompañado de un perfume, Floral.
A mediados de 2006 decidió fundar su propia empresa, parte de la cual era una escuela literaria con sede en Madrid. El proyecto recibió el nombre de 'E+F', sus iniciales y finalizó en 2016.

## Obras

### Novela
- Irlanda (Barcelona, Planeta, 1998). 185 páginas, ISBN 84-08-02896-0.
- Donde siempre es octubre (Barcelona, Seix Barral, 1999). 224 páginas, ISBN 84-322-0769-1.
- Melocotones helados (Premio Planeta 1999; Barcelona, Planeta, 1999). 352 páginas, ISBN 84-08-46415-9.
- Diabulus in Musica (Barcelona, Planeta, 2001). 190 páginas, ISBN 84-08-03833-8.
- Nos espera la noche (Madrid, Alfaguara, 2003). 304 páginas, ISBN 84-204-0018-1.
- La diosa del pubis azul (Barcelona, Planeta, 2005). En colaboración con Raúl del Pozo. 216 páginas, ISBN 84-08-05906-8.
- Soria Moria (XXXIX Premio Ateneo de Sevilla); Sevilla, Algaida Editores, 2007. ISBN 978-84-206-6889-5.
- La flor del Norte (Barcelona, Planeta, 2011). 361 páginas, ISBN 978-84-08-09951-2.
- Llamadme Alejandra (Barcelona, Planeta, 2017). Premio Azorín 2017. 368 páginas, ISBN 978-84-08-16940-6
- De la melancolía (Barcelona, Planeta, 2019).

### Relatos
- El tiempo huye (Premio NH, 2001).
- Cuentos malvados (Madrid, Punto de Lectura, 2003). 128 páginas, ISBN 84-663-1095-9.
- Juegos míos (Madrid, Alfaguara, 2004). 256 páginas, ISBN 84-204-0125-0.
- El tiempo huye (Madrid, Miniletras, 2006). 64 páginas, ISBN 84-96592-49-9.
- El trabajo os hará libres (Madrid, Páginas de Espuma, 2008). 128 páginas, ISBN 84-8393-018-8.
- Cartas de amor y desamor, (Editorial 451, 2009).

#### Libros colectivos
- "Pájaros" en Todo un placer. Antología de relatos eróticos femeninos (Córdoba, Berenice, 2005)
- "La piel y el animal" en Lo que los hombres no saben. (Madrid, Martínez Roca, 2009)
- Rusia imaginada, edición de Care Santos, Nevsky Prospects, 2011
- "El cuarto dedo" en Hombres (y algunas mujeres) (Madrid, Zenda, 2019)

### Literatura infantil y juvenil
- La última batalla de Vincavec el bandido ([Madrid, SM, 2003). 128 páginas, ISBN 84-348-7438-5.
- El chico de la flecha, (Editorial Anaya, 2016). 240 páginas, ISBN 978-84-698-0907-5
- El misterio del Arca, (Editorial Anaya), 2018, 240 páginas.
- La suerte está echada, (Editorial Anaya), 2018, 240 páginas
- Pioneras: mujeres que abrieron camino, (Editorial Anaya, 2019). 48 páginas, ISBN 978-84-698-4821-0

### Poesía
- Aland la blanca (Barcelona, DeBolsillo, 2001). 80 páginas, ISBN 84-8450-501-4.

### Ensayo
- Primer amor (Madrid, Temas de Hoy, 2000). 216 páginas, ISBN 84-8460-049-1.
- Cuando comer es un infierno. (Madrid, El País-Aguilar, 2002. 250 páginas, ISBN 84-03-09289-X.
- Querida Jane, querida Charlotte (Madrid, El País-Aguilar, 2004). 250 páginas, ISBN 84-03-09371-3.
- Mileuristas: cuerpo, alma y mente de la generación de los 1000 euros (Barcelona, Editorial Ariel, 2006). 256 páginas, ISBN 84-344-4498-4.
- Mileuristas II: la generación de las mil emociones (Barcelona, Editorial Ariel, 2008). 228 páginas, ISBN 84-344-5325-8.
- Hijos del fin del mundo: De Roncesvalles a Finisterre (IV Premio Llanes de Viajes); (Madrid, Imagine Ediciones, 2009). 220 páginas, ISBN 978-84-96715-28-8
- Los malos del cuento. Cómo sobrevivir entre personas tóxicas (Barcelona, Editorial Ariel, 2013. 223 páginas, ISBN 9788434406483.
- Quería volar (Madrid, Ariel, 2014). 328 páginas, ISBN 978-84-34-41851-6.
- Para vos nací (Madrid, Ariel, 2015). 326 páginas, ISBN 978-84-34-41926-1.
- La historia de la mujer en 100 objetos (Madrid, La Esfera de los Libros, S.L., 2023). 440 páginas, ISBN 978-8413845227.
- Grandes amores. Veinte parejas inolvidables de la literatura (Editorial Edelvives, 2024). 89 paginas, ISBN 978-8414059296.

### Traducción
- Al mando de una corbeta, de Alexander Kent (Barcelona, Noray, 1999). 432 páginas, ISBN 84-7486-106-3. Del inglés.
- Misión en ultramar, de Alexander Kent (Barcelona, Noray, 2000). 432 páginas, ISBN 84-7486-109-8. Del inglés.
- Libertad de acción, de Alexander Kent (Barcelona, Noray, 2001). 368 páginas, ISBN 84-7486-115-2. Del inglés.
- Latitudes extremas: doce poetas chilenas y noruegas (Madrid, Tabla Rasa, 2003). En colaboración con Kirsti Baggethun Kristensen y Tove Bakke. 256 páginas, ISBN 84-933190-2-3. Del noruego.

### Audiolibros
- Las crónicas de Villa Diodati (Storytel Original, 2022).[13]

## Premios y reconocimientos
- Premio Planeta de Novela (1999)
- XXII Premio Anaya de Literatura Infantil y Juvenil (2025)